# 고양이 복막염

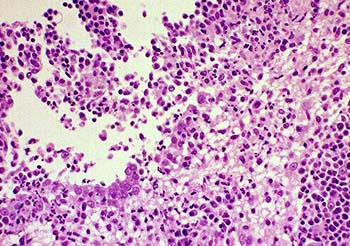
FIP에 감염된 신장에서 보이는 염증성 반응

고양이 전염성 복막염(FIP: Feline infectious peritonitis)은 감염된 고양이에서 치명적이고 치료가 불가능한 질환이다. FIP는 장관 코로나바이러스(FECV: feline enteric coronavirus) - 고양이 코로나바이러스(FCoV: Feline coronavirus)가 변이된 고양이 복막염 바이러스(FIPV: Feline infectious peritonitis virus)에 의해 발생한다. 전문가들 사이에서 FIPV가 만드는 유전적 변화의 세부사항에 대해 논란이 많다. 변이된 바이러스는 특정 백혈구, 즉 대식세포내에 침입하고 성장한다. 면역계의 반응은 이 감염된 대식세포가 있는 조직에 강한 염증반응을 보이게 된다. 이 질환은 일반적으로 치명적이다. 하지만 발생율은 1-2마리의 고양이가 사는 가정에서 크게 1/5000 정도의 확률이다. FIP에 대한 비강투여 예방접종이 사용되고 있지만 아주 크게 효과적이지 않기 때문에 논란이 있다. Sass가 제조하고 Sass와 Dr, Al Legndre가 시험한 polyprenyl 면역증강제가 FIP로 진단되고 투약처치받던 고양이에서 1년 이상 생존했다는 연구가 있다. 한 증례 연구에서, 건식 FIP로 진단된 암컷고양이가 확진된 이후 26개월 생존했다는 기록이 있다.

## 전염 및 감염
FECV는 매우 흔하며 여러 마리가 모여있는 장소(유기동물 보호센터, 사육장, 고양이 공장 등)에는 더욱 그렇다. 바이러스를 호흡하거나 섭취한 경우 감염되게 된다. 바이러스에 오염된 부분이 있는 밥그릇, 옷 등에 의해서도 전파될 수 있지만, 가장 흔한 감염원은 분변이다.
FECV의 높은 전염율에 비해서, 감염된 고양이가 전부 FIP로 진행되지는 않는다. 일반적으로 FECV에 감염된 경우 임상증상이 없거나 약한 정도의 설사를 나타낸다. 따라서 임상증상이 없는 고양이는 FECV의 보균자로 남게 되고 다른 고양이에게 바이러스를 전파시킨다. FECV에 감염된 어떤 고양이라도 FIP를 유발하는 바이러스로 변이될 수 있다. 이러한 변이의 기회는 아주 어린 개체 혹은 아주 늙은 개체에서 면역계의 미흡으로 가능성이 더 커진다. 또한 유전적 특성이 바이러스의 변이에 민감성이 있을 거라고 생각되고 있다.

## 증상

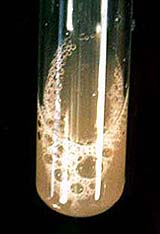
FIP의 유출액

FIP는 두 가지 형태가 있다: 유출형(습식)과 비유출형(건식). 두 형태 모두 치명적이지만, 유출형이 더 흔하고(전체의 60-70%), 비유출형보다 진행이 더 빠르다.

### 유출형(습식)
유출형 FIP의 가장 큰 임상증상이 복강이나 흉강 내에 액체가 축적되는 것이며 이것 때문에 호흡곤란을 유발하게 된다. 다른 증상은 식욕상실, 발열, 체중감소, 황달, 설사이다.

### 비유출형(건식)
건식 FIP 역시 식욕감퇴, 발열, 황달, 설사, 체중감소가 나타나지만 액체의 축적은 생기지 않는다. 건식 FIP의 전형적 특징은 안질환이나 신경증상이다. 예를 들면, 고양이가 일어서거나 걷는 게 힘들어지고, 시간이 지날수록 기능적으로 마비가 보이게 된다. 실명 역시 이 질환으로 인해 나타날 수 있는 가능성이 있다.

## 진단

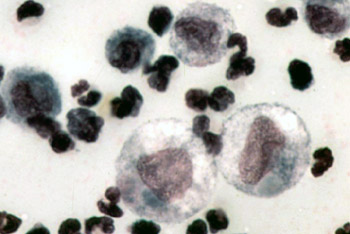
호중구, 대식세포, 림프구가 보이는 FIP에 의한 복수의 세포학 검사

FIP에 의한 증상은 일반적으로 비특이적이기 때문에 진단하기 매우 어렵다. FIP에 대한 확진 검사는 아직 없다. 진단은 강한 임상증상적 가능성, 신체검사시 나타나는 특이점, 복수에 나타나는 특징적인 생화학적 검사의 변화, FIP 바이러스에 감염된 조직의 검사(일반적으로 부검시 이루어지나, 조직 생검을 통해 생존시에도 이루어질 수 있다) 등을 취합하여 진단한다. 조직 검체의 조직학적 검사는 가장 저렴하게 확진할 수 있는 진단기법이지만, FIP의 민감도나 정확도 측면에서는 의문사항이다. PCR(polymerase chain reaction: 중합효소 연쇄 반응)검사 역시 복수나 조직 검체를 통해 이용할 수 있다. 하지만 효율성에 대해서 현재 평가중이다.
가장 일반적으로, 임상증상이나 복수, 흉수를 통해서 가진단을 한다. FIP에 의한 액체는 색깔이 노란색을 띄며, 단백질 함량이 증가되는 경향을 보인다. 혈액검사 역시 코로나 바이러스의 항체 여부를 확인하고, 단백질 증가를 확인하여 가진단의 정확도를 향상시키는 데 기여한다. 코로나 바이러스의 항체역가는 FeCoV의 편재성으로 인해 자체로는 진단에 사용하지 않지만, 임상증상과 함께 고려한다면 FIP진단에 유용하게 사용할 수 있다. 중요한 점은 FCoV에 높은 항체역가를 보인다고 하더라도 낮은 항체역가를 보이는 고양이보다 FIP에 잘 걸리지는 않는다는 것이다.
흉, 복수가 존재할 때 Rivalta test라는 간단한 검사로 FIP와 다른 질환으로 인한 액체를 구분할 수 있다. Rivalta test는 민감도가 91%, 정확도가 66% 정도이며, 측정자에 의해서 주관적인 평가방법이 단점이 있다.

## 치료

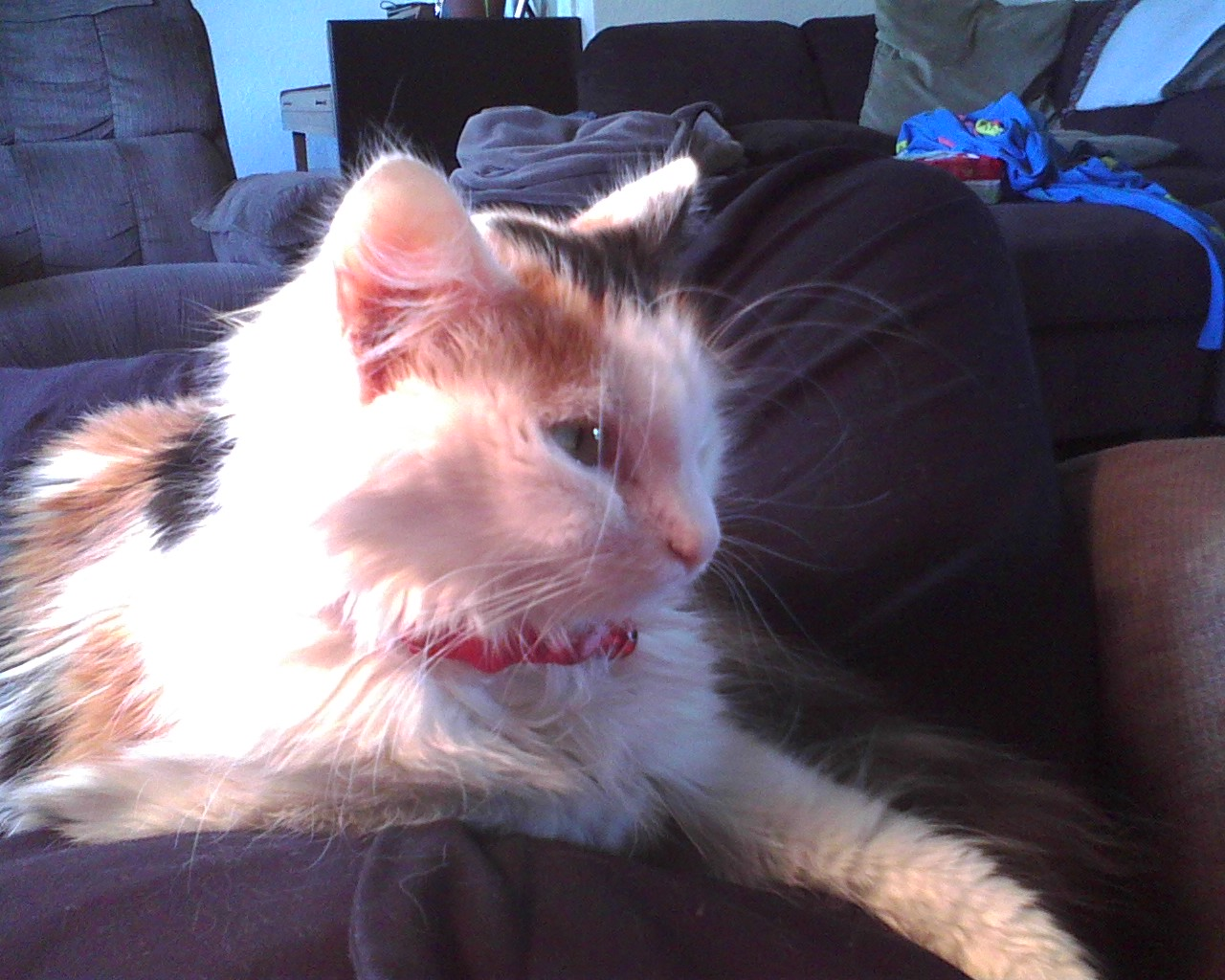
빈혈, 무기력, 체중감소의 증상을 보이는 건식 FIP 말기의 8개월령 고양이. 경련중 안구의 변화(동공의 산대와 마비)를 보였다.

현재까지 FIP에는 뚜렷한 치료법이 없다; 치료는 대증치료, 증상경감 치료만 존재한다. 예를 들면, 일반적으로 가능한 한 편안한 생활을 영위할 수 있도록 하는 것이다. 수의사에 의해 처방되는 Prednisone이나 다른 면역 억제제가 수주에서 수개월 동안 삶을 지속하는데 도움을 주지만, 다른 내재 질환이 있는 경우에는 금기시 되기도 한다. 그럼에도 불구하고 이 위험은 항생제나 다른 약물로 완화시킬 수 있기 때문에 사용하는 방법이다. 요즘에는 여러 회사에서 면역 조절제를 개발중이다. Legendre와 Bartges(2009)의 논문을 인용하면, polyprenyl 면역증강제를 투여받은 3마리 고양이에서 수주에서 수개월 생존기간을 지속했다라는 결과가 있으며 Cat Fancy에서 출간한 자료에 따르면 2006년에 치료를 시작한 위 고양이 중 하나는 8년간 생존했다고 한다. (번역자 주: Cat Fancy는 학술자료가 아니라 인터넷 사이트이며, 여기 나온 자료는 기사에 인용된 것이다)
습식 FIP는 진행이 아주 빨라서 치료를 시도하는 게 의미가 없을 수 있다.
격리가 추천되지만, 질병의 경과에 대해서 새로운 점이 밝혀질수록 격리가 꼭 필요한 건 아니다라는 점도 나타난다. 고양이 장관 코로나 바이러스는 분변에서 증식 배출되며 다른 고양이로 전파되지만, FIP로 진행되기 위해서는 반드시 변이과정을 거쳐야 한다. 변이과정은 여러 가지 요인(유전적 감수성, 바이러스 주, 스트레스나 나이에 의한 면역력 부족)에 기인하며, 전혀 변이가 안 이루어질 수도 있다. 이러한 다양한 요인이 있는 성질 때문에 바이러스 출현도와 질병이환율의 상관관계 불일치가 나타난다. 이 형태는 오직 대식세포만 발견되며, 따라서 바이러스가 증식 배출하지 않으며 전염성이 없다.
FIP의 증상은 간과하기 쉽기 때문에, 복부팽만, 눈의 변화, 만성설사, 일반적이지 않은 무기력, 호흡기 감염의 증상이 있는 경우 꼭 수의사의 진료가 필요하다. 치료는 대증처치뿐이지만, 이러한 대증치료는 보호자의 충격을 완화시킬뿐 아니라, 고양이의 수명도 연장시킨다. 치료가 불가능 하더라도, FIP 환자는 methylprednisolon, prednisolon같은 corticosteroid나 methotrexate, cytoxan같은 세포독성 약물이 도움을 주며 식욕, 체중감소를 개선시켜주고, 무기력을 완화시켜줄 수 있다. 세포독성 약물로 단시간에 증상 경감시킨 후 3-5개월간 corticosteroid 단독으로 사용하면 3-5개월간은 더 나은 삶의 질을 보일 수 있다라는 일부 증례가 있었다.  이러한 치료방법이 있음에도 불구하고, 예후는 아주 안 좋다.

## 같이 보기
- 백혈병